# Östra Spjuttjärnen
Östra Spjuttjärnen är en sjö i Arvika kommun i Värmland och ingår i Göta älvs huvudavrinningsområde.